# Budrino (obwód wołogodzki)
Budrino (ros. Будрино) – wieś w Rosji, w rejonie wielikoustidzkim obwodu wołogodzkiego. W 2010 r. liczyła 83 mieszkańców.